# Col·legi de l'Assumpta
El Col·legi de l'Assumpta és una obra amb elements barrocs i eclèctics de Cervera (Segarra) inclosa a l'Inventari del Patrimoni Arquitectònic de Catalunya.

## Descripció
Casa construïda en un desnivell del terreny, feta amb carreus de pedra, arrebossada i pintada. Consta de tres plantes, golfes i cellers. S'accedeix a la portada d'arc carpanell amb una gran mènsula decorativa central mitjançant dos esgraons de pedra. En aquesta planta baixa també hi ha una petita finestra d'arc de mig punt molt decorada.

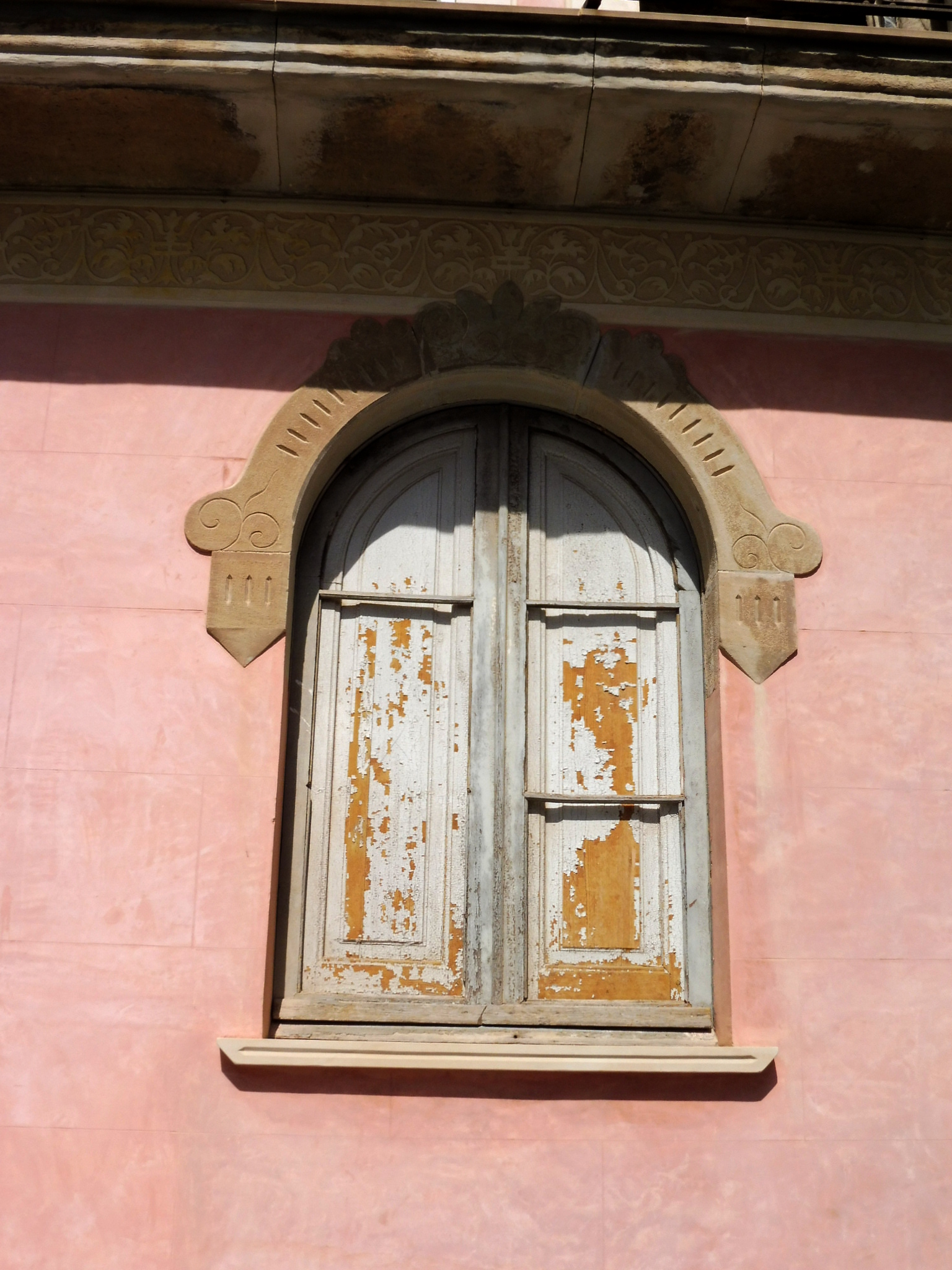
Detall de la finestra

Les dues plantes superiors són idèntiques: gran balconada central a la que s'obren dues portes i, a cada costat, una porta balconera. Les baranes són de ferro forjat. Les plantes estan separades per frisos decorats amb motius geomètrics i florals.

## Història
En temps de la Universitat hi havia diferents tipus de "aponsentos" i "despensas", segons la "tasa y reglamento" de 1726 que ha arribat fins a nosaltres. Per als estudiants necessitats hi havia els col·legis de l'Assumpta i el de la Concepció, traslladats de Lleida, i el de la Santa Creu o dels estudiants pobres, fundat a Cervera. Tots tres estaven sotmesos a un règim molt de treball (de cinc del matí a les nou del vespre), poca alimentació, nul esbargiment i disciplina severíssima.